# Northrop YB-49
El Northrop YB-49 fue un prototipo de bombardero pesado en configuración de ala volante a reacción, desarrollado por la compañía estadounidense Northrop para la Fuerza Aérea de los Estados Unidos, poco después de la Segunda Guerra Mundial. Fue un desarrollo de las alas volantes propulsadas por hélices Northrop XB-35 e YB-35 en el que se sustituyeron los motores de pistones por motores de reacción. Este aparato, que fue un logro prodigioso para su época, nunca entró en producción porque fue pasado por alto en favor del más convencional pero obsoleto diseño de hélices Convair B-36 Peacemaker.

## Desarrollo

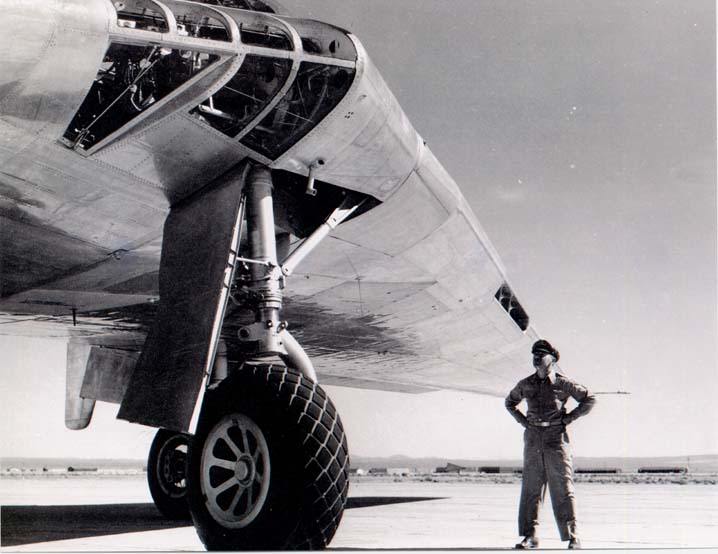
Tren de aterrizaje delantero del YB-49.

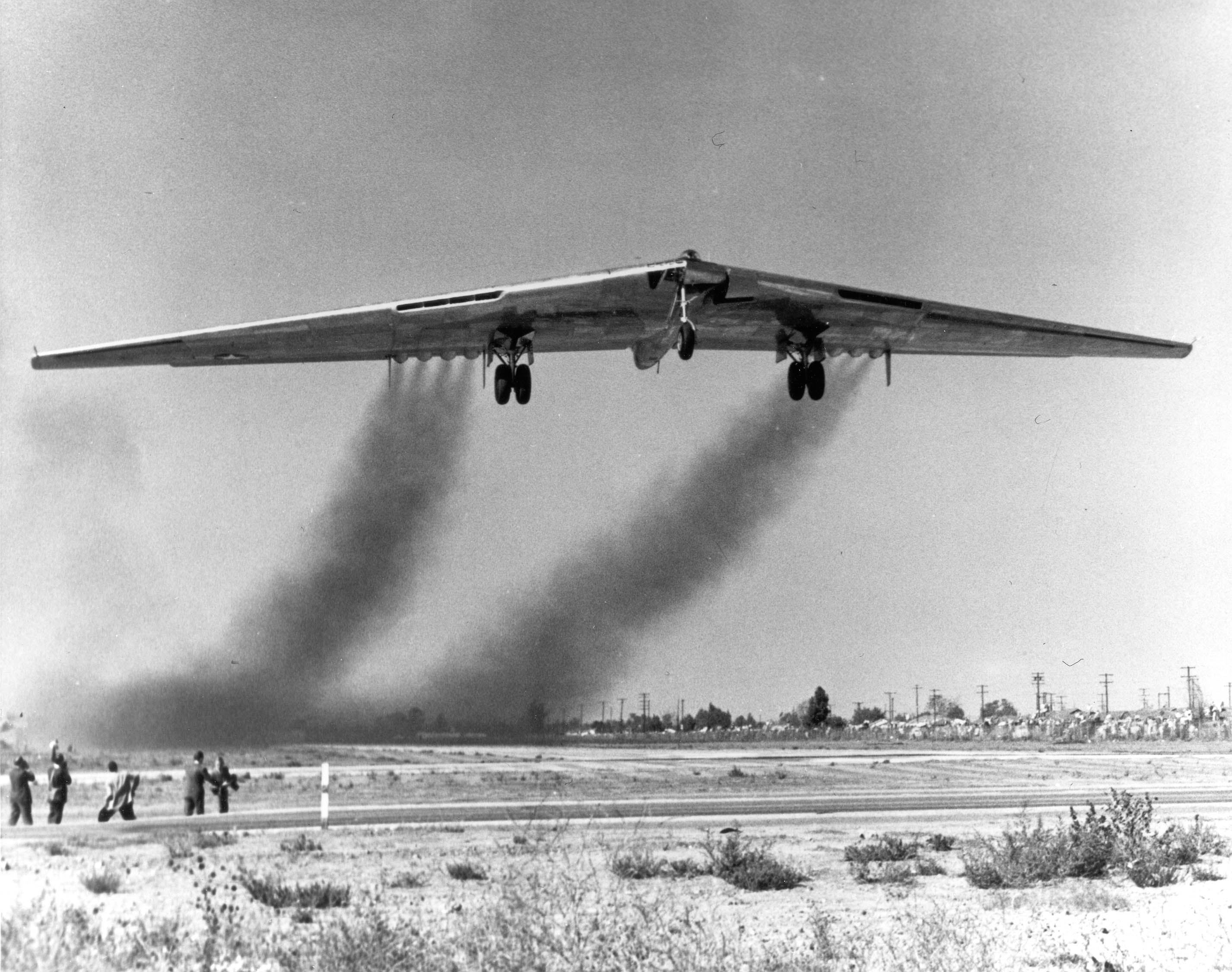
YB-49 despegando por primera vez.

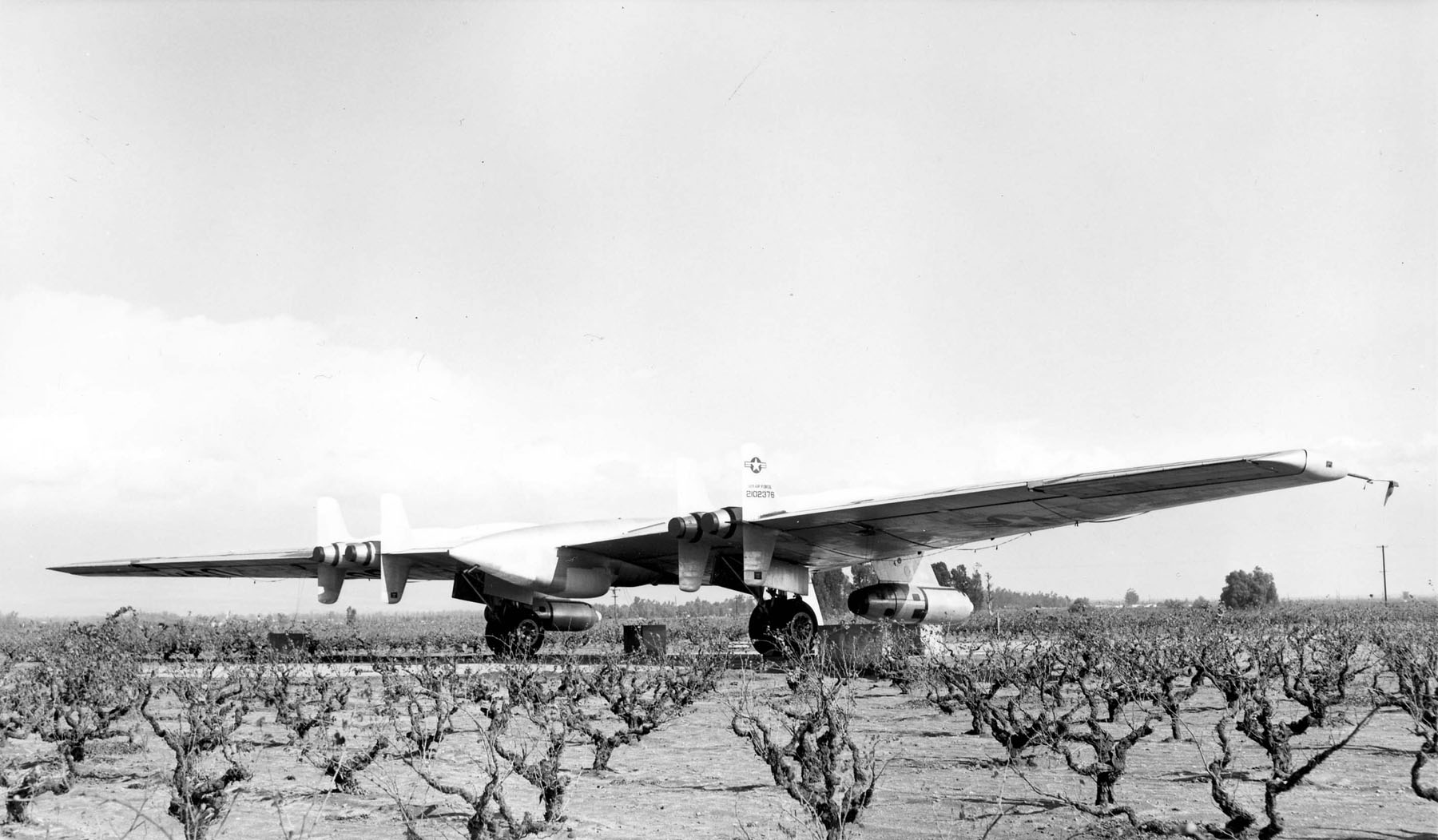
En el Northrop YRB-49A, dos de los motores estaban instalados externamente.

### Northrop XB-35/YB-35
En noviembre de 1941, las USAAF solicitaron dos prototipos del Northrop XB-35, alas volantes de bombardeo propulsadas por cuatro motores Pratt & Whitney R-4360 Wasp Mayor de 3000 hp, que accionaban ocho hélices contrarrotativas propulsoras. A principios de 1943, se solicitaron otros 13 aviones de preproducción, designados YB-35. Se presentaron numerosos problemas con las hélices y los ejes reductores, pero el primer XB-35 efectuó su primer vuelo el 25 de julio de 1946, seguido por el segundo ejemplar al año siguiente.
Entretanto, el fin de la II Guerra Mundial y los pedidos en curso del B-36 sellaron el destino del B-35, principalmente a causa de su propulsión con motor alternativo (la del B-36 era mixta a pistón y reactor) y a pesar de que, en vista de ello, Northrop recibiera la autorización de las USAAF para modificar dos de los YB-35, adaptándoles reactores. 

### Incorporación de los turborreactores
Redesignados YB-49, el primero de ellos voló el 21 de octubre de 1947, con ocho motores Allison J-35A-15 de 1814,4 kg de empuje embutidos en las alas. Los oficiales de las fuerzas aéreas efectuaron numerosos informes complementarios sobre las prestaciones y cualidades del YB-49, quedando convencidos de las ventajas de la configuración en ala volante, pero en junio de 1948 se produjo un accidente, que provocó la destrucción total del segundo YB-49 y la pérdida de sus cinco tripulantes. La causa fue atribuida a un fallo estructural y la Fuerza Aérea solicitó 30 RB-49A modificados, de los que uno iba a ser construido por la compañía Northrop y los restantes, debido a otros compromisos de la empresa, por Consolidated Vultee, pero este pedido fue posteriormente cancelado para proporcionar fondos adicionales a la adquisición de más Convair B-36. Otro avión, modificado con seis motores Allison J-35A-19 de 2540,1 kg de empuje, instalados cuatro dentro del ala y los otros dos en sendas góndolas subalares, recibió la denominación YRB-49A, con la finalidad de entrar en servicio como avión de reconocimiento estratégico. Voló por primera vez el 4 de mayo de 1950.

### Cancelación del programa
El programa YB-35 continuó durante algún tiempo con pruebas de células, pero, en octubre de 1949, todo el plan fue cancelado y los aviones desguazados. El único superviviente fue el hexarreactor YRB-49A, pero cuatro años más tarde también sufriría la misma suerte.

### Influencia en el diseño de aviones posteriores
El YB-49 era un avión futurista adelantado a su época, que necesitaba el control de vuelo por cables (fly-by-wire) para poder controlarlo, y motores más potentes, tecnología que no estaba disponible en esa época. Surgió nuevamente como la base del diseño para el nuevo proyecto del bombardero estratégico B-2 Spirit de construcción en serie, un nuevo bombardero de largo alcance de diseño furtivo, invisible al radar, basado en el diseño original del "Ala Volante".

## Variantes
N-37
Designación interna de la compañía.
YB-49
Versión con ocho motores a reacción del YB-35, dos convertidos (designados originalmente YB-35B).
YRB-49A
Versión con seis motores a reacción del YB-35, para reconocimiento estratégico, uno convertido.

## Operadores
Estados Unidos
- Fuerza Aérea de los Estados Unidos

## Cultura popular
- Debido a su aspecto futurista, con un diseño adelantado a su época, un bombardero Northrop YB-49 aparecía en vuelo en la clásica película La Guerra de los Mundos (1953). En la misma, el "Ala Volante" era enviada para lanzar una bomba atómica sobre los marcianos invasores, que estaban en medio del desierto.[1]

- Un YB-49 modificado aparece en la novela "Oro azul" (Blue Gold) de Clive Cussler, donde ha estado preservado en un aeropuerto abandonado en Alaska y es redescubierto en la búsqueda de su carga de alto secreto.[2]

## Especificaciones (YB-49)
Referencia datos: National Museum of the United States Air Force

### Características generales
- Tripulación: Siete
- Longitud: 16 m (52,5 ft)
- Envergadura: 52,4 m (171,9 ft)
- Altura: 6,2 m (20,3 ft)
- Superficie alar: 371,6 m² (4000 ft²)
- Perfil alar: NACA 65-019 en raíz, NACA 65-018 en punta
- Peso vacío: 40 116 kg (88 415,7 lb)
- Peso cargado: 60 581 kg (133 520,5 lb)
- Peso máximo al despegue: 87 969 kg (193 883,7 lb)
- Planta motriz: 8× turborreactores Allison/General Electric J35-A-5 (6x J35-A-19 en el YRB-49A).
  - Empuje normal: 18 kN (1835 kgf; 4047 lbf) de empuje cada uno.

### Rendimiento
- Velocidad máxima operativa (Vno): 793 km/h (493 MPH; 428 kt)
- Alcance: 16 057 km (8670 nmi; 9977 mi)
- Techo de vuelo: 13 900 m (45 604 ft)
- Régimen de ascenso: 19,1 m/s (3760 ft/min)
- Carga alar: 163 kg/m² (33,4 lb/ft²)
- Empuje/peso: 0,23

### Armamento
- Ametralladoras: 

  - 4x M2 de calibre 12,7 mm (.50) que iban a ser montadas en una torreta de cola en la producción en serie
- Bombas: 14 500 kg

## Aeronaves relacionadas

### Desarrollos relacionados
- Northrop N-1M
- Northrop N-9M
- Northrop YB-35
- Northrop XP-79
- B-2 Spirit

### Aeronaves similares
- Horten Ho 229
- Horten Ho XVIII

### Secuencias de designación

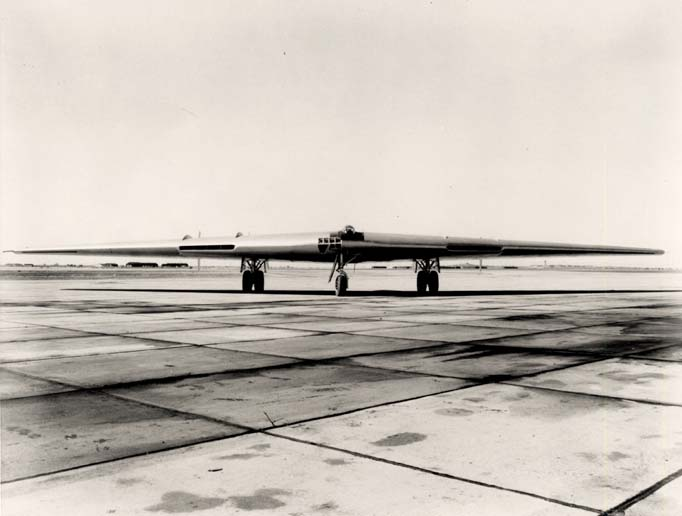
Vista frontal de un YB-49.

- Secuencia N-_ (interna de Northrop): ← N-34 - N-35 - N-36 - N-37 - N-38 - N-39 - N-40 - N-41 - N-45 - N-46 - N-47 - N-48 - N-49 - N-50 - N-51 - N-52 - N-54 - N-55 - N-59 →
- Secuencia B-_ (Bombarderos de USAAC/USAAF/USAF, 1926-1962): ← B-45 - XB-46 - B-47 - XB-48 - YB-49 - B-50 - XB-51 - B-52 - XB-53 →